# Fondjanti
 (décembre 2023).
La mise en forme du texte ne suit pas les recommandations de Wikipédia : il faut le « wikifier ».
Les points d'amélioration suivants sont les cas les plus fréquents. Le détail des points à revoir est peut-être précisé sur la page de discussion.
- Les titres sont pré-formatés par le logiciel. Ils ne sont ni en capitales, ni en gras.
- Le texte ne doit pas être écrit en capitales (les noms de famille non plus), ni en gras, ni en italique, ni en « petit »…
- Le gras n'est utilisé que pour surligner le titre de l'article dans l'introduction, une seule fois.
- L'italique est rarement utilisé : mots en langue étrangère, titres d'œuvres, noms de bateaux, etc.
- Les citations ne sont pas en italique mais en corps de texte normal. Elles sont entourées par des guillemets français : « et ».
- Les listes à puces sont à éviter, des paragraphes rédigés étant largement préférés. Les tableaux sont à réserver à la présentation de données structurées (résultats, etc.).
- Les appels de note de bas de page (petits chiffres en exposant, introduits par l'outil «  Source ») sont à placer entre la fin de phrase et le point final[comme ça].
- Les liens internes (vers d'autres articles de Wikipédia) sont à choisir avec parcimonie. Créez des liens vers des articles approfondissant le sujet. Les termes génériques sans rapport avec le sujet sont à éviter, ainsi que les répétitions de liens vers un même terme.
- Les liens externes sont à placer uniquement dans une section « Liens externes », à la fin de l'article. Ces liens sont à choisir avec parcimonie suivant les règles définies. Si un lien sert de source à l'article, son insertion dans le texte est à faire par les notes de bas de page.
- La présentation des références doit suivre les conventions bibliographiques. Il est recommandé d'utiliser les modèles {{Ouvrage}}, {{Chapitre}}, {{Article}}, {{Lien web}} et/ou {{Bibliographie}}. Le mode d'édition visuel peut mettre en forme automatiquement les références.
- Insérer une infobox (cadre d'informations à droite) n'est pas obligatoire pour parachever la mise en page.

Pour une aide détaillée, merci de consulter Aide:Wikification.
Si vous pensez que ces points ont été résolus, vous pouvez retirer ce bandeau et améliorer la mise en forme d'un autre article.
Fondjanti est une ville du Cameroun située dans l'arrondissement de Bakou situé à 11 km de Bafang sur la route de Yabassi-Bafang et dans le département du Haut-Nkam, dans la Région de l'ouest. Fondjanti est l'un des onze groupements que compte l'arrondissement de Bakou. Le village Fondjanti a été fondé vers le XVIIIe siècle  et est situé dans les chaines montagneuses de l'ouest Cameroun à plus de 1 500 m d'altitude. Le village se trouve à 320 km de la capitale Yaoundé et à 220 km de Douala.

## Histoire du village
Tcheutou fut un fils du chef du village Fondanti situé actuellement dans l'arrondissement de Bandja. À la suite d'une dispute avec l'un de ses cadets à propos d'un partage inégal des fruits de la collecte des Madacks, Tcheutou fut chassé par son père du village. Grand guerrier et grand chasseur qu'il était, il quitta le village avec ses partisans, descendit vers le Sud, traversa plusieurs village pour s'installer à la plaine de Libeu après avoir contraint à la capitulation des premiers occupants qui avaient pour chef Fusa'Nkoueu. À la mort de Tcheutou, Ngouamaleu (Ngouambi) lui succéda, il mena des guerres afin d'agrandir le village Fondjanti. Siani succéda à Ngouamaleu et poursuivit son œuvre. Plus tard, Yonga 1er mena de grandes guerres pour agrandir le village et lui donna ses limites actuelles ; il transplanta sa chefferie de Libeu à Pouchi puis à Chichi (chefferie actuelle).
En 1992, Fondjanti est l'une des sept chefferies de l'arrondissement de Bakou. Elle est également une chefferie de 2e degré du département du Haut-Knam.

## Population
Fondjanti a une population estimée à près de 3 500 habitants et a une superficie de 25 km2.

## Géographie

### Localisation
Le village Fondjanti a comme voisin au nord le village Bapoutcheu-Ngaleu par le mont La'Ke, à l'ouest le village Bakou-Fontsinga, à l'est le village Bakassa par la rivière Maga'Ken, Au sud-est le village Bakotchap et Dockolo, au sud par le village Bakambe par Mbarata et Fopouanga par Koulieu et au sud-ouest par le village Bakuini par Ma'A et Balouk par Chieulouk. Le relief du village est très accidenté, hormis la partie sud qui est une plaine très fertile à accès difficile.

## Urbanisme
Ce village est divisé en 4 sous-chefferies : 
- Domtena
- Fusaknku
- Pouchi
- Pougueu

et en 4 grands quartiers :
- Djiendom
- Bapa,
- Libeu
- Poosiani

## Politique et administration
La chefferie traditionnelle de Fondjanti est dirigée depuis le 28 novembre 2009 par Yonga III Joseph qui a succédé à son père Tchamadeu Yonga Joseph. Il est le gardien suprême de la tradition, le chef des terres. Yonga III Joseph est assisté par un comité de neuf sages.

## Économie
La population de Fondjanti exerce des travaux champêtres. Ils cultivent le café, le cacao, palmier à huile, macabo, banane, plantin, l'igname, patate... La population vit également de la chasse et des petits commerces.

## Enseignement
École publique de Fondjanti.

## Organisations
Le groupement Fondjanti comprend :
- Un comité de développement "CODEVI"
- Association Fondjanti Diaspora
- Une association de la Diaspora et des amis de Fondjanti, l'"ADAF"

## Dynastie des Rois Fondjanti
- Ngouamaleu (Ngouambi)
- Siani
- Ngaffi
- Tchameu
- Yonga 1er
- Tchangou
- Yonga II Jean (?-1961)
- Tchamadeu Yonga Joseph (1961-2009)
- Yonga III Joseph (28/11/2009-)